# BC Drop Shot
BC Drop Shot is een Nederlandse badmintonclub uit Den Haag. Ze is op 1 oktober 1947 opgericht als winteractiviteit voor de leden van tennisclub Lucky Stroke. Die datum houdt in dat Drop Shot officieel de oudste badmintonclub van Nederland is. Twintig jaar lang leidt de club een zwervend bestaan langs de sporthallen van Den Haag. Als op 27 september 1967 de sporthal Mariahoeve wordt geopend, verkrijgt Drop Shot door een investering van 70.000 gulden het voorkeursrecht op de hal. Het is nog steeds hun thuisbasis. 

## Geschiedenis
De successen van Drop Shot starten vanaf het moment dat in 1952 officiële competitiewedstrijden worden gespeeld. In het seizoen 1957/1958 wordt BC Drop Shot de allereerste landskampioen badminton. Tussen 1957 en 1962 wordt Drop Shot in totaal drie keer landskampioen, mede dankzij het meespelen van de wereldkampioen van 1955: Ferry Sonneville, die in Nederland studeert. Zijn deelname aan de competitie is een stunt die nooit meer is herhaald door een Nederlandse club. Drop Shot dankt ook veel successen aan de jeugdopleiding. Die brengt in de loop der jaren namen voort als Joke van Beusekom, Monique Hoogland en Dicky Palyama: spelers die allemaal meerdere keren nationaal kampioen zijn geworden. Het eerste team is tot midden jaren ‘90 het paradepaardje van de club. Begin jaren 90 plaatst Drop Shot zich drie keer voor de finale van de play-offs om het landkampioenschap, maar wint niet. Tot en met het seizoen 1994-1995 is Drop Shot altijd in de landelijke top aanwezig. Dan gaat het mis: de hoofdsponsor trekt zich terug en de toppers gaan naar andere clubs. Dankzij de inzet van een paar betrokken leden overleeft Drop Shot tien jaar van crisis. Daarna richt de vereniging zich op, groeit weer en begint aan de weg terug naar de top. Drop Shot introduceert het Zomer- en Wintertoernooi en het Phytalis/Drop Shot Grand Prix-toernooi. In 2017 organiseert de vereniging voor het eerst de Master Finals; een toernooi dat een jaar later als officiële finaleronde van het Mastercircuit wordt ingevoerd. Vanaf 2018 neemt de club ook de organisatie van de finales van de nationale beker en de Junior Masters op zich. 
Op 19 januari 2019 wordt het eerste team van BC Drop Shot kampioen in de eerste divisie. De vereniging keert daarmee na 25 jaar terug op het hoogste niveau van het badminton in Nederland. In het seizoen 2019-2020 komt BC Drop Shot in de Eredivisie uit met een team relatief jonge spelers onder aanvoering van de 9-voudig nationaal kampioen Dicky Palyama, die 25 jaar eerder bij de vereniging debuteerde in de Eredivisie. Het team levert een unieke prestatie door als eerste promovendus ooit de finale om het landskampioenschap te halen. In die finale verliest BC Drop Shot van BV Almere (3-5). In 2025 wint het eerste team voor het eerst in de historie van de vereniging de nationale beker (Dataweb Cup).     

## Heden
Drop Shot is een club van ruim 300 leden, onderverdeeld in recreatiespelers, competitiespelers en jeugdspelers. Daarmee is het een van de grotere badmintonverenigingen in Nederland.